# 四季童子
四季童子（しきどうじ、8月3日 - ）は、日本のイラストレーター。女性。愛知県在住。

## 概要
主に『フルメタル・パニック!』のイラストレーションで知られる。
また『セブン=フォートレス』、『モンスターコレクション』などのTRPGのイラストも担当し、TRPG雑誌『ゲーマーズ・フィールド』の表紙を隔号で務めている。以前は『RPGマガジン』でイラストを描いていた（ルーンクエストなど）。
『このライトノベルがすごい! 2008』ではイラストレーター部門ランキングで四位。
上記『フルメタル・パニック!』では男性キャラクターを描く機会が多いが、他の作品では女性キャラクターを書く機会が多い。
ペンネームである「四季童子（しきどうじ）」は、プロになる前に使用していたペンネーム「THE（ざ）・四季童子（ざ・しきわらし→ざしきわらし）」が、いつの間にか「THE（ざ）」が取れてしまい「四季童子」となったものである。

## 作品リスト

### 画集
- 四季童子画集 -Colorful wind 風の色（富士見書房、2002年5月、ISBN 4-8291-9126-0）

### イラスト・挿絵
- フルメタル・パニック!（著：賀東招二、富士見ファンタジア文庫）
- 消閑の挑戦者（著：岩井恭平、角川スニーカー文庫）
- グロリアスドーン（著：庄司卓、HJ文庫）
- トルネード!（著：伊吹秀明、HJ文庫）
- モンスターコレクション・ノベル イエル編、エルリク編、マリア編（著：北沢慶、富士見ファンタジア文庫）
- カレイドスコープの少女（著：内藤渉、富士見ファンタジア文庫）
- トラブル・てりぶる・ハッカーズ（著：後池田真也、角川スニーカー文庫）
- ハリケーン・ガール トラブル・てりぶる・ハッカーズ〈Stage#2〉（著：後池田真也、角川スニーカー文庫）
- グレートロード 祥星少女リクの冒険（著：友野詳、朝日ノベルズ）
- 異世界迷宮でハーレムを（著：蘇我捨恥、ヒーロー文庫）
- ヴァリアブル・アクセル（著：七条剛、GA文庫）
- セブンスターズの印刻使い（著：涼暮皐、HJ文庫）
- 傭兵団の料理番（著：川井昂、ヒーロー文庫）
- デーモンルーラー 定時に帰りたい男のやりすぎレベリング（著：一江左かさね、カドカワBOOKS）
- 神の目覚めのギャラルホルン〜外れスキル《目覚まし》は、封印解除の能力でした〜（著：真安一、サーガフォレスト）
- 聖女の姉ですが、妹のための特殊魔石や特殊薬草の採取をやめたら、隣国の魔術師様の元で幸せになりました!（著：かのん、SQEXノベル）

#### ゲーム参加
- バトルスピリッツ（魔女ナージャ・ナイフ投げのジャグリーン・エンジェルボイス）
- 悠久の車輪（異海の剣豪 リングレイ）
- ファイアーエムブレム0（インテリジェントシステムズ / 任天堂[1]）
  - 「暗黒竜と光の剣」 - シーダのカードを執筆[2]。

### ゲーム
- アルダイン～失われた神々の遺産
- 卒業クロスワールド（卒業シリーズのひとつ）
- セブン=フォートレス
  - アルセイルの氷砦
  - フォーチューンの海砦
  - リーンの闇砦
- アリアンロッド・サガ・リプレイ・ブレイク
- ファイアーエムブレム 覚醒 清真女王エリンシア（異界のエリンシア）（追加コンテンツ用描き下ろし）
- 恋と冒険の学園TRPG エリュシオン
- スーパーロボット大戦シリーズ（『フルメタル・パニック!』キャラクター原画デザイン）
  - 第3次スーパーロボット大戦Z 天獄篇
  - スーパーロボット大戦V
- 魔天伝承～ダァス∴セフィラ（トレーディングカード用イラスト）